# All India Majlis-e-Ittehadul Muslimeen
L'All India Majlis-e-Ittehadul Muslimeen (AIMIM, Conseil de l'union des musulmans de toute l'Inde) est le principal et le plus ancien parti politique indien représentant la minorité musulmane dans l'État indien d'Andhra Pradesh. Il a été fondé en 1927 dans l'État de Hyderabad, « pour l'élévation éducative et sociale des musulmans », précisant dans le même temps que « le prince et le trône (Nizam) sont les symboles des droits politiques et culturels de la communauté musulmane (...) et que ce statut doit durer éternellement ». Ce parti a combattu, parfois violemment, les mouvements nationalistes indiens ainsi que les communistes qui remettaient en question le système féodal.
Après l'indépendance et la partition, l'armée indienne mit fin aux agissements violents de l'AIMIM et expulsa son leader, Kasim Rizvi, vers le Pakistan. Avant de partir, il confia la présidence à un avocat, Abdul Waheb Owaisi, qui réécrivit les statuts du parti en conformité avec la constitution de l'Inde et avec « les réalités d'une minorité musulmane dans l'Inde indépendante », comme l'a écrit un journaliste.
Pendant les 15 premières années de cette nouvelle existence, l'AIMIM ne joua qu'un rôle marginal dans la vie politique à Hyderabad, n'arrivant jamais à faire élire plus d'un membre du Parlement régional, malgré une croissance continue de ses voix.
En 1969 le parti récupéra son siège, Dar-us-Salaam, un ensemble immobilier et foncier considérable dans la vieille ville, ainsi que des compensations financières qui lui permirent de commencer à créer et à développer diverses institutions éducatives. En 1976, Salahuddin Owaisi prit la succession de son père.
L'AIMIM comptait en 2003 un député fédéral représentant Hyderabad, quatre députés au Parlement régional de l'Andhra Pradesh, 36 conseillers municipaux à Hyderâbâd et plus de 75 conseillers municipaux dans diverses localités de l'Andhra Pradesh. Aux élections législatives fédérales, le parti est passé de 58 000 voix en 1958 à 112 000 en 1980, passant ensuite à 220 000 en 1984 et à plus de 400 000 en 1989.
Le chef de file parlementaire du parti, Asaduddin Owaisi, avocat et fils de Salahuddin Owaisi, compare l'AIMIM, également connu sous l'appellation « Majlis », au mouvement nord-américain Black Power. 

## Source
- (en) A.A., "Holding them captive?", The Hindu, 27 avril 2003